# セサル・ファリアス
セサル・アレハンドロ・ファリアス・アコスタ（César Alejandro Farías Acosta ,  1973年3月7日 - ）は、ベネズエラ・スクレ州グイリア出身のサッカー監督。現在はアメリカ・デ・カリの監督を務めている。

## 来歴
1998年に国内下部リーグのヌエバ・カディスで監督業を開始。以降、デポルティーボ・タチラFCなどの監督を務める。
2007年12月、34歳の若さでベネズエラ代表の監督に就任。同時にU-20代表の監督も兼任し、2009 FIFA U-20ワールドカップでは、FIFA主催の国際大会で初の決勝トーナメントに進出。リカルド・パエス・モンソンの跡を継いだフル代表は、2010 FIFAワールドカップ・南米予選で健闘を見せ、本大会出場こそ逃したものの、大陸間プレーオフ枠の5位枠を争い、万年最下位を返上する8位で終了。
コパ・アメリカ2011では、最高順位の4位に導いた。
2014 FIFAワールドカップ・南米予選では、第2戦でアルゼンチンを1-0の完封勝利を収めるというアップセットを演じたものの、最終的には6位に終わり、本大会初出場はならず、予選終了後に代表監督を退任。
以降はクルブ・ティフアナ、ノースイースト・ユナイテッドFC、セロ・ポルテーニョなどの監督を歴任。
2016年4月、ボリビアのザ・ストロンゲストの監督に就任。2017年シーズン途中に解任されたものの、2018年3月30日に同チームの監督に復帰。更に4月22日には、ボリビア代表の暫定監督を務めることが発表。一度退任となったものの、2019年8月30日に正式に代表監督を務めることが発表された。
2022年、SDアウカスの監督に就任した。
2023年6月28日、リオネグロ・アギラスの監督に就任した。
2024年1月23日、アメリカ・デ・カリの監督に就任した。

## 人物
ファリアスは長年 南米弱小 と酷評され続けていたベネズエラのサッカー界を、根本的に叩き直した手腕を高く評価され、日本のメディアからも絶賛された。